# 苏州日本人外籍人员子女学校
苏州日本人学校（日语：／ Soshū Nihonjin Gakkō），正式校名苏州日本人外籍人员子女学校，是苏州新区的日本人所建的国际学校。2005年2月28日中华人民共和国教育部准予创建。
2005年旧校区开放，花费了2千万人民币。2012年9月淮海路的新校区开放。
2024年6月24日，该学校的日本籍母子被人刺伤后送院，一名校工阻止时被重伤后不治。

## 历任运营委员长·校长

### 历任运营委员长
| 姓名       | 在任时间                              | 参考 |
| ---------- | ------------------------------------- | ---- |
| 谷本利勝   | 2004年（平成16年）~2013年（平成25年） |      |
| 郡俊文     | 2013年（平成25年）~2017年（平成29年） |      |
| 長谷川貴史 | 2018年（平成30年）                    |      |
| 本多信行   | 2018年（平成30年）                    |      |
| 柳生雅之   | 2019年（令和元年）                    |      |
| 高橋佳裕   | 2020年（令和2年）                     |      |
| 藤原信光   | 2021年（令和3年）~2022年（令和4年）   |      |
| 花田岳好   | 2023年（令和5年）至今                 |      |

### 历任校长
| 姓名       | 在任时间                              | 参考 |
| ---------- | ------------------------------------- | ---- |
| 多田賢一   | 2005年（平成17年）~2007年（平成19年） |      |
| 吉本勝     | 2008年（平成20年）~2010年（平成22年） |      |
| 小野江隆   | 2011年（平成23年）~2013年（平成25年） |      |
| 杉田康之   | 2015年（平成26年）~2017年（平成28年） |      |
| 中西太加夫 | 2018年（平成29年）~2019年（令和元年） |      |
| 虻川康士   | 2020年（令和2年）至今                 |      |
| 野吕广道   | 2023年（令和5年）至今                 |      |

## 扩展阅读
（日語）
- 椙村知美与林伸一. "蘇州日本人学校における日本語事情--海外子女をとりまく日本語のバリエーション" ( （页面存档备份，存于）, "Variations of Japanese language at Suzhou Japanese school in China"). 山口大学文学会志 (Journal of the Literary Society of Yamaguchi University) 58, 77-89, 2008. 山口大學文學會. See profile at （页面存档备份，存于） CiNii, See profile at （页面存档备份，存于） Yamaguchi University Navigator for Open Access Collection and Archives (Yunoca; 山口大学学術機関リポジトリ).
- 椙村知美. "マインドマップを用いた作文指導--蘇州日本人学校中学3年生クラスでの実践事例" ( （页面存档备份，存于）). 山口国文 (31), 100-84, 2008-03. 山口大学人文学部国語国文学会. See profile at （页面存档备份，存于） CiNii. See profile at （页面存档备份，存于） Yamaguchi University Navigator for Open Access Collection and Archives (Yunoca; 山口大学学術機関リポジトリ).